# Parijs-Tours 1943
Parijs-Tours 1943 ofwel, de 37ste editie  werd verreden op zondag 30 mei 1943. De wedstrijd had een lengte van 241 kilometer, startte in Parijs en eindigde in Tours.
De Fransman Gabriel Gaudin won de sprint van drie andere.

## Uitslag
| Plaats  | Naam              | Ploeg              | Tijd     |
| ------- | ----------------- | ------------------ | -------- |
| Winnaar | Gabriel Gaudin    | Peugeot-Dunlop     | 6u24'24" |
| 2       | Achiel Buysse     | Dilecta-Wolber     | z.t.     |
| 3       | Albert Hendrickx  |                    | z.t.     |
| 4       | André Denhez      | Peugeot-Dunlop     | z.t.     |
| 5       | Gustaaf Danneels  | Alcyon-Dunlop      | + 0'59"  |
| 6       | Paul Maye         | Alcyon-Dunlop      | + 2'21"  |
| 7       | Joseph Goutorbe   | Helyett-Hutchinson | z.t.     |
| 8       | Marcel Kint       | Mercier-Hutchinson | z.t.     |
| 9       | Désiré Keteleer   | Helyett-Hutchinson | z.t.     |
| 10      | Fernand Mithouard | Alcyon-Dunlop      | z.t.     |

1896 · 
1897 · 
1898 · 
1899 · 
1900 · 
1901 · 
1902 · 
1903 · 
1904 · 
1905 · 
1906 · 
1907 · 
1908 · 
1909 · 
1910 · 
1911 · 
1912 · 
1913 · 
1914 · 
1915 · 
1916 · 
1917 · 
1918 · 
1919 · 
1920 · 
1921 · 
1922 · 
1923 · 
1924 · 
1925 · 
1926 · 
1927 · 
1928 · 
1929 · 
1930 · 
1931 · 
1932 · 
1933 · 
1934 · 
1935 · 
1936 · 
1937 · 
1938 · 
1939 · 
1940 · 
1941 · 
1942 · 
1943 · 
1944 · 
1945 · 
1946 · 
1947 · 
1948 · 
1949 · 
1950 · 
1951 · 
1952 · 
1953 · 
1954 · 
1955 · 
1956 · 
1957 · 
1958 · 
1959 · 
1960 · 
1961 · 
1962 · 
1963 · 
1964 · 
1965 · 
1966 · 
1967 · 
1968 · 
1969 · 
1970 · 
1971 · 
1972 · 
1973 · 
1974 · 
1975 · 
1976 · 
1977 · 
1978 · 
1979 · 
1980 · 
1981 · 
1982 · 
1983 · 
1984 · 
1985 · 
1986 · 
1987 · 
1988 · 
1989 · 
1990 · 
1991 · 
1992 · 
1993 · 
1994 · 
1995 · 
1996 · 
1997 · 
1998 · 
1999 · 
2000 · 
2001 · 
2002 · 
2003 · 
2004 · 
2005 · 
2006 · 
2007 · 
2008 · 
2009 · 
2010 · 
2011 · 
2012 · 
2013 · 
2014 · 
2015 · 
2016 · 
2017 · 
2018 · 
2019 ·
2020 ·
2021 ·
2022 ·
2023 ·
2024 ·
2025